# Alain Mercier
Pour les articles homonymes, voir Mercier.
Alain Mercier est un poète français, né le 7 janvier 1936 à Compiègne et mort à Châtillon (Hauts-de-Seine) le 22 mars 2020.

## Publications
- Paupières du jour, (La Presse à Bras, 1954).
- Errances, (P.J. Oswald, 1959).
- Les Sources Ésotériques et Occultes de la Poésie Symboliste (1870-1914). Paris Nizet, 1969.
- Le Lion vert (Guy Chambelland éditeur) 2ème trimestre 1973[2].
- Éliphas Lévi et la pensée magique au XIXe siècle (Seghers, 1974)[3].
- La Mère et l'enfant, anthologie, (La Pibole, 1979).
- Le Fantastique dans la poésie française, anthologie, (La Pibole, 1980).
- La Poésie initiatique vivante, anthologie, (Les 4 Fils, 1983).
- Elie-Charles Flamand, essai et choix de poèmes par Alain Mercier (Editions René Jeanne, 1987).
- Rayonnement du symbolisme, essai, (Nizet, 1994).

## Pour approfondir